# Mauro Bustos
Mauro Bustos (11 de enero de 1990, Mercedes (Buenos Aires), Argentina) es un futbolista argentino que se desempeña como volante por derecha. Actualmente está libre.
Surgió de las inferiores del Club Atlético All Boys donde llegó a los 14 años a la pensión del club.

## Trayectoria
Se le realizó su primer contrato profesional para la temporada 2011-2012 de la Primera División del Fútbol Argentino en el Club Atlético All Boys, para luego pasar a préstamo al Deportivo Morón. En julio del 2012 pasa a préstamo al Club Comunicaciones de Buenos Aires

## Clubes
| Club                      | País      | Año        |
| ------------------------- | --------- | ---------- |
| All Boys                  | Argentina | 2011       |
| Deportivo Moron(Préstamo) | Argentina | 2011-2012  |
| Comunicaciones(Préstamo)  | Argentina | 2012-2014  |
| Deportivo Laferrere       | Argentina | 2016-2019  |
| Defensores Unidos         | Argentina | 2019- 2021 |

- Datos: Q6007160